# Chailly-en-Gâtinais
Chailly-en-Gâtinais is een gemeente in het Franse departement Loiret (regio Centre-Val de Loire) en telt 560 inwoners (1999). De plaats maakt deel uit van het arrondissement Montargis.

## Geografie
De oppervlakte van Chailly-en-Gâtinais bedraagt 18,4 km², de bevolkingsdichtheid is 30,4 inwoners per km².
De onderstaande kaart toont de ligging van Chailly-en-Gâtinais met de belangrijkste infrastructuur en aangrenzende gemeenten.

## Demografie
Onderstaande figuur toont het verloop van het inwonertal (bron: INSEE-tellingen).